# Park Lake
Park Lake är en ort i Oldham County, Kentucky, USA. År 2000 hade orten 537 invånare. Den har enligt United States Census Bureau en area på 0,3 km², allt är land.